# Eickener Straße 193 (Mönchengladbach)

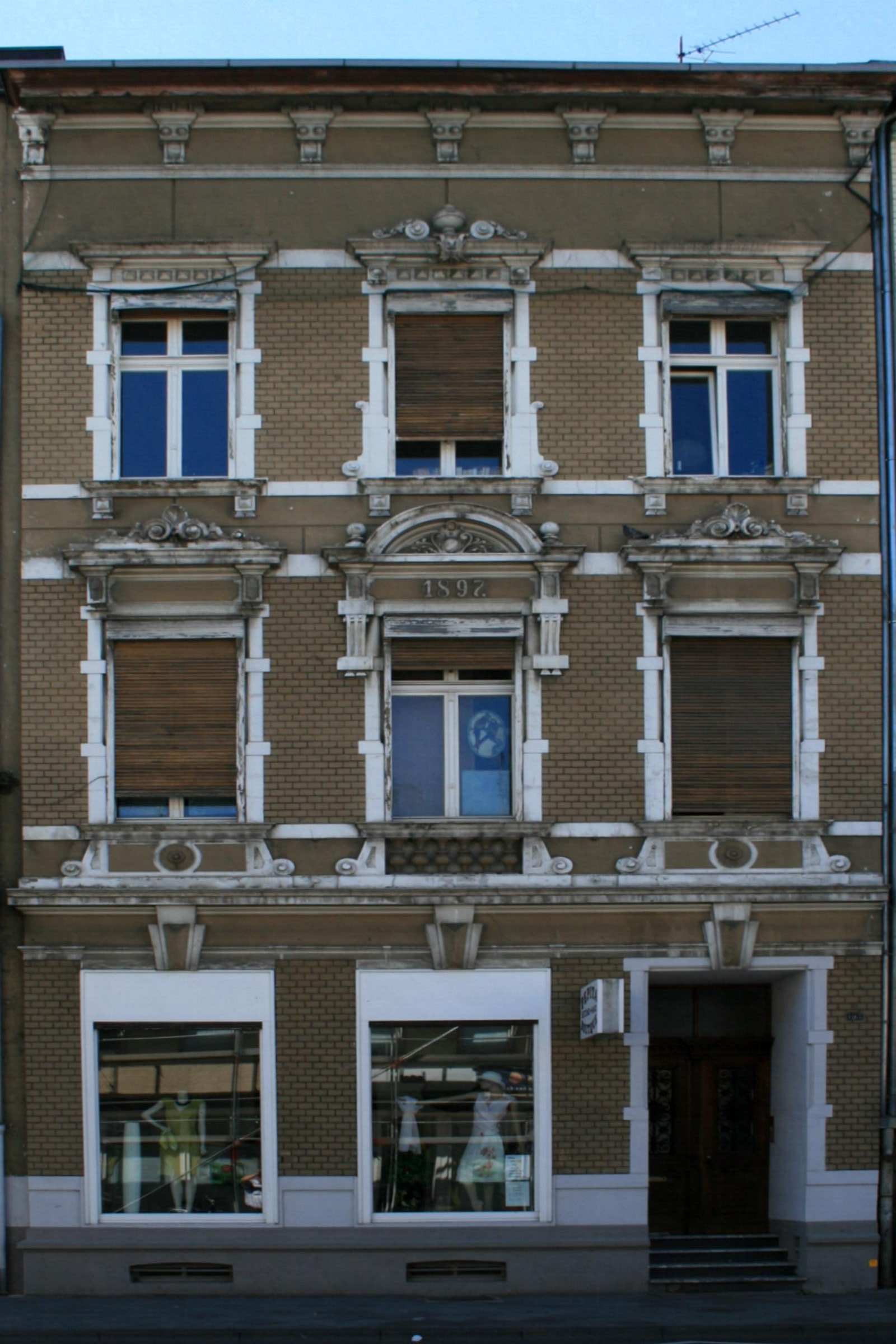
Wohngeschäftshaus (2010)

Das Wohn- und Bürohaus Eickener Straße 193 steht im Stadtteil Eicken in Mönchengladbach (Nordrhein-Westfalen).
Das Haus wurde 1897 erbaut. Es ist unter Nr. E 016 am 13. September 1988 in die Denkmalliste der Stadt Mönchengladbach eingetragen worden.

## Architektur
Das Haus Nr. 193 bildet mit den nachfolgenden Gebäuden Nr. 185, 187–189, 191 und 195 eine geschlossene Baugruppe historischer Wohnhäuser, die sich bis in die „Eickener Höhe“ hinein fortsetzt.
Das Dreifensterhaus in drei Geschossen mit hohem Drempel und flach geneigtem Satteldach wurde 1897 errichtet. Zur Straße reich dekorierte Stuckfassade in historischen Formen. Die gleichförmig hochrechteckigen Fenster des mit ockerfarbenen Klinker verblendeten Haus sind scheitrecht überdeckt und durch im Detail unterschiedlich ausgestaltete Einfassungen akzentuiert.